# Xylocopa forbesii
Xylocopa forbesii là một loài Hymenoptera trong họ Apidae. Loài này được W. F. Kirby mô tả khoa học năm 1883.